# Terenci Eutiquià
Terenci Eutiquià (llatí: Terentius Euthychianus, en grec antic: Εὐτυχιανός) fou un metge grec que va viure probablement al segle iv o una mica abans. Marcel Empíric (De Medicam. 100.14. p. 303) esmenta una de les seves fórmules mèdiques, i li dona el títol d'arquiatre. De Teodor Priscià coneixem que Terenci era el seu nomen.